# Ancona
Ancona este un oraș-port și comună din provincia Ancona, regiunea Marche, Italia, la Marea Adriatică. Numele vine din greacă, și înseamnă curbă.
Printre monumente se numără Lazzaretto (Laemocomium sau "Mole Vanvitelliana"), planificat de arhitectul Luigi Vanvitelli în 1732. Este o clădire pentagonală, acoperind mai mult de 20.000 m², construită pentru a proteja autoritățile militare defensive de riscul ca boli contagioase să intre în oraș prin vapoare. Mai târziu a fost folosit și ca spital.

## Demografie
Ancona - evoluția demografică

020.00040.00060.00080.000100.000120.00018611901193119611991populațiePopulația istorică din Ancona
Date: Recensăminte sau birourile de statistică - grafică realizată de Wikipedia

## Personalități
- Ciriaco din Ancona (1391 - 1452), arheolog, umanist;
- Vito Volterra (1860 - 1940, matematician;
- Franco Corelli (1921 - 2003), tenor;
- Elisabetta Cocciaretto (n. 2001), tenismenă.

## Imagini

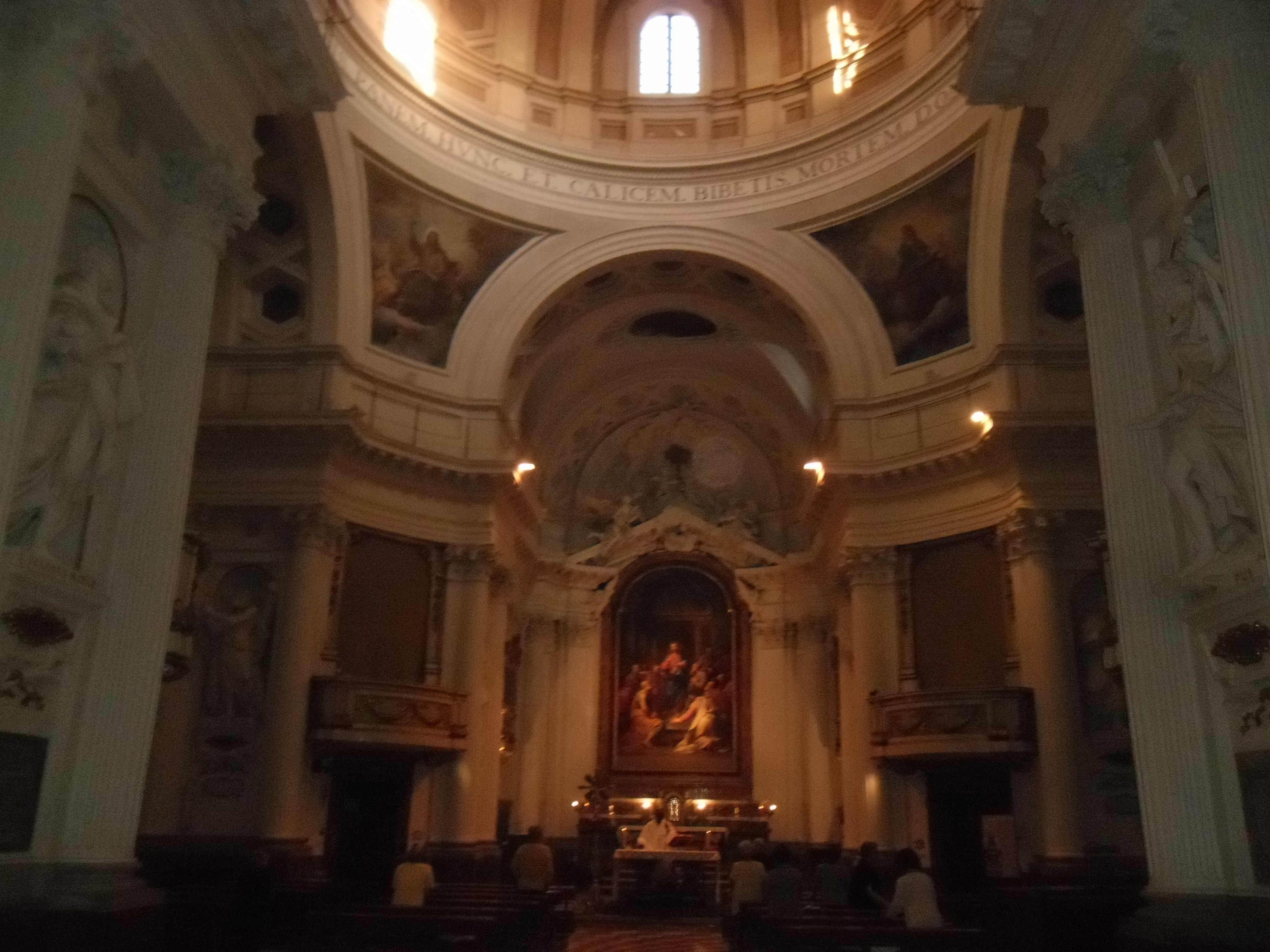
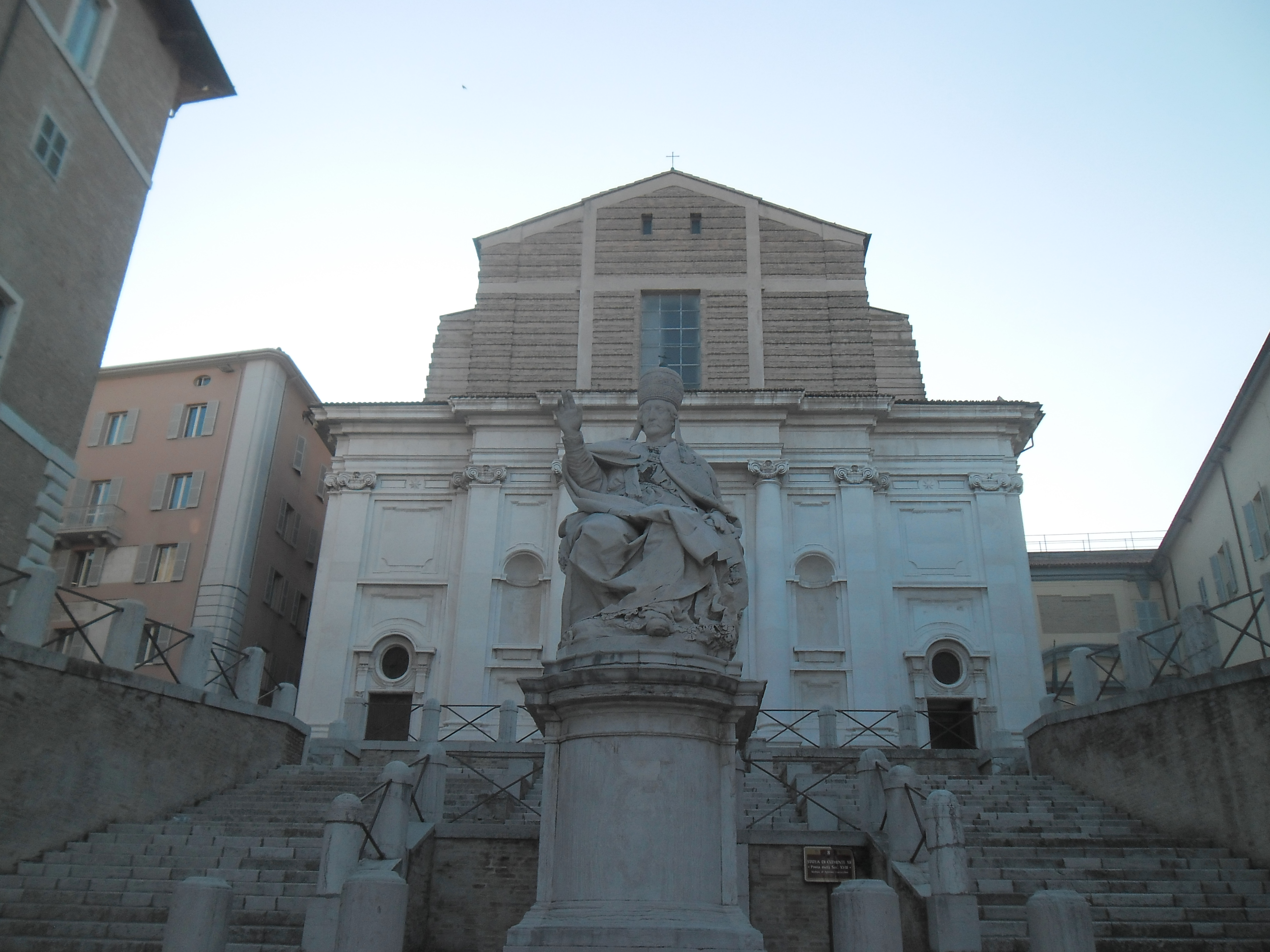
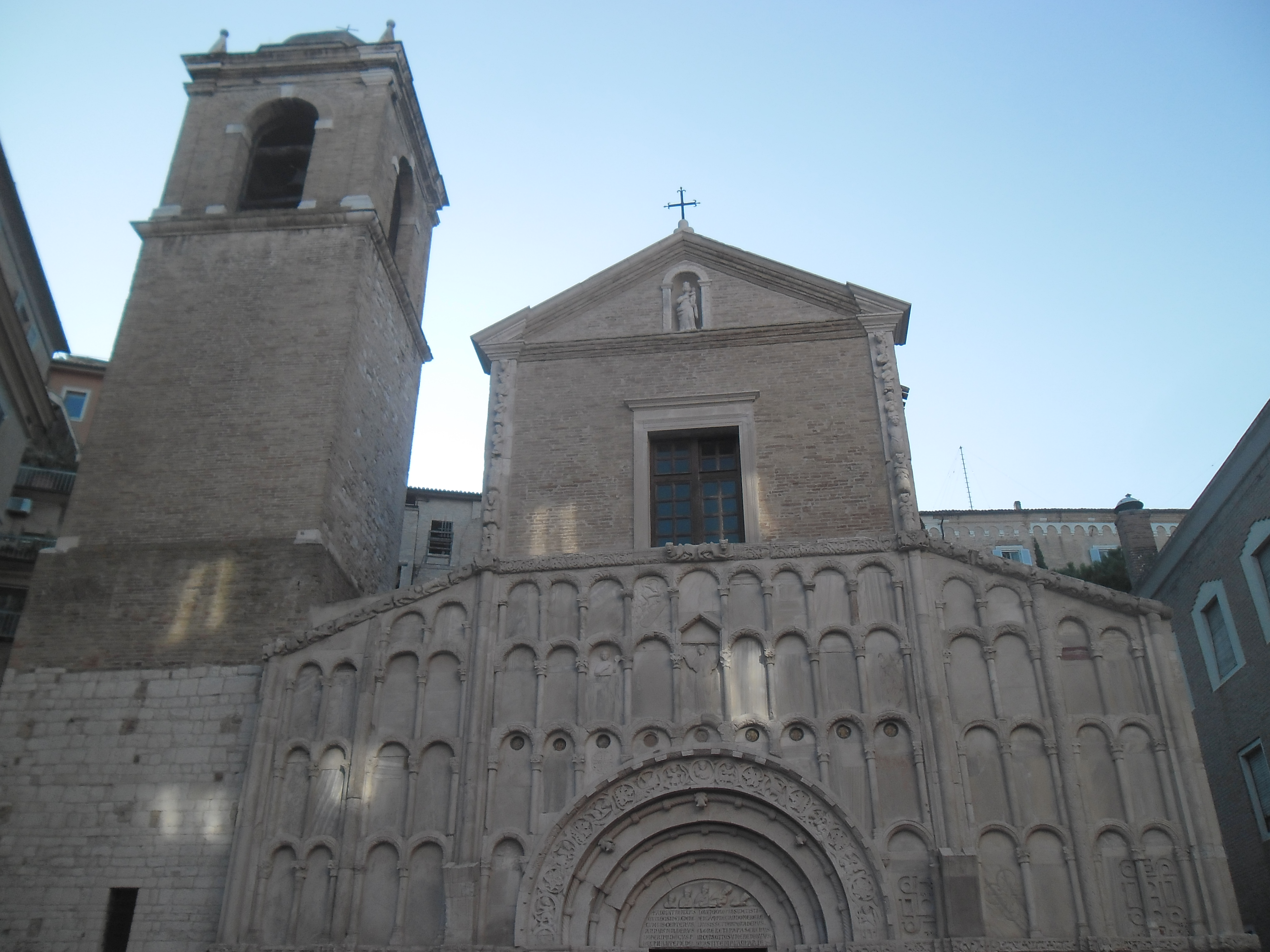
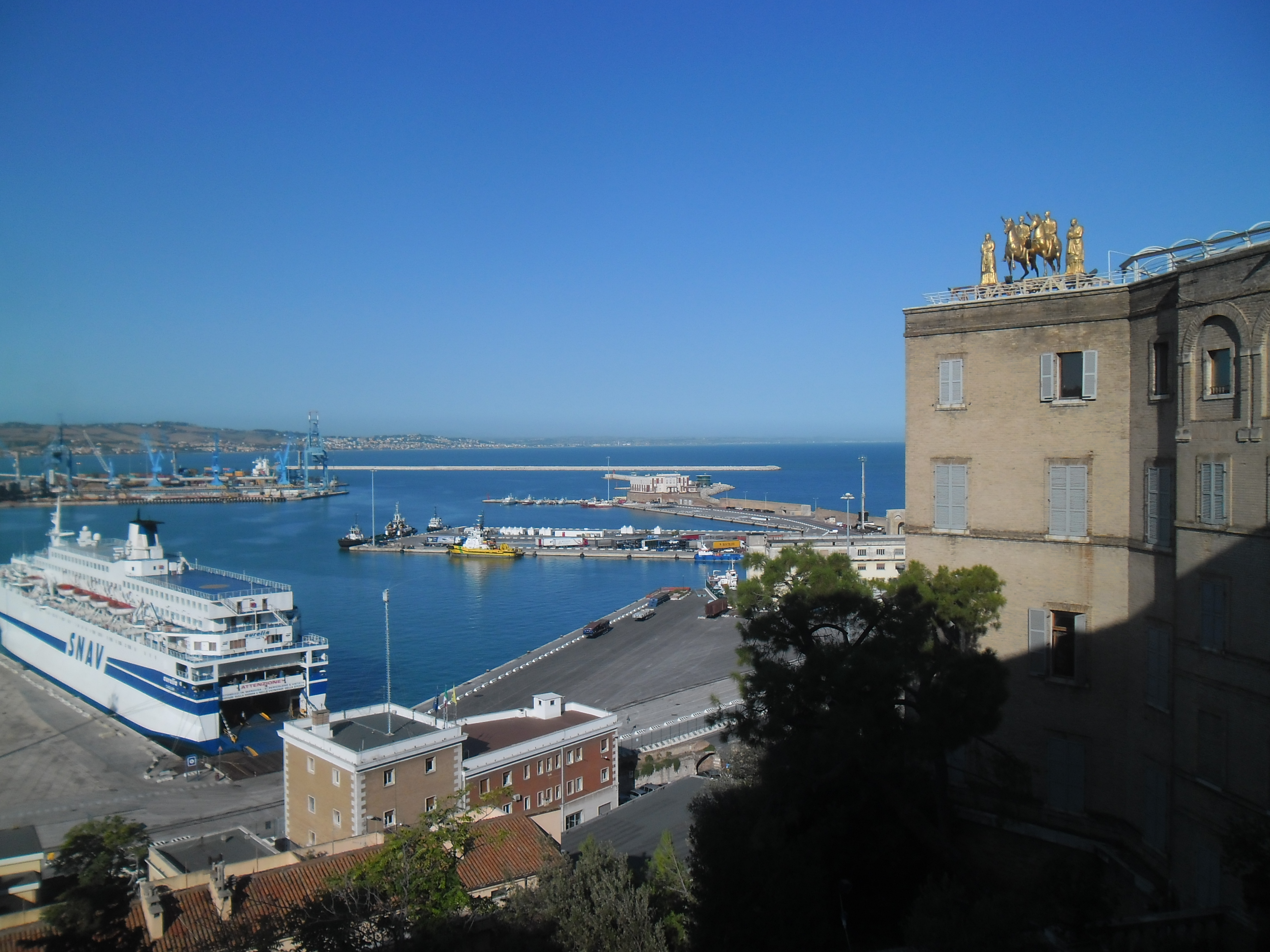
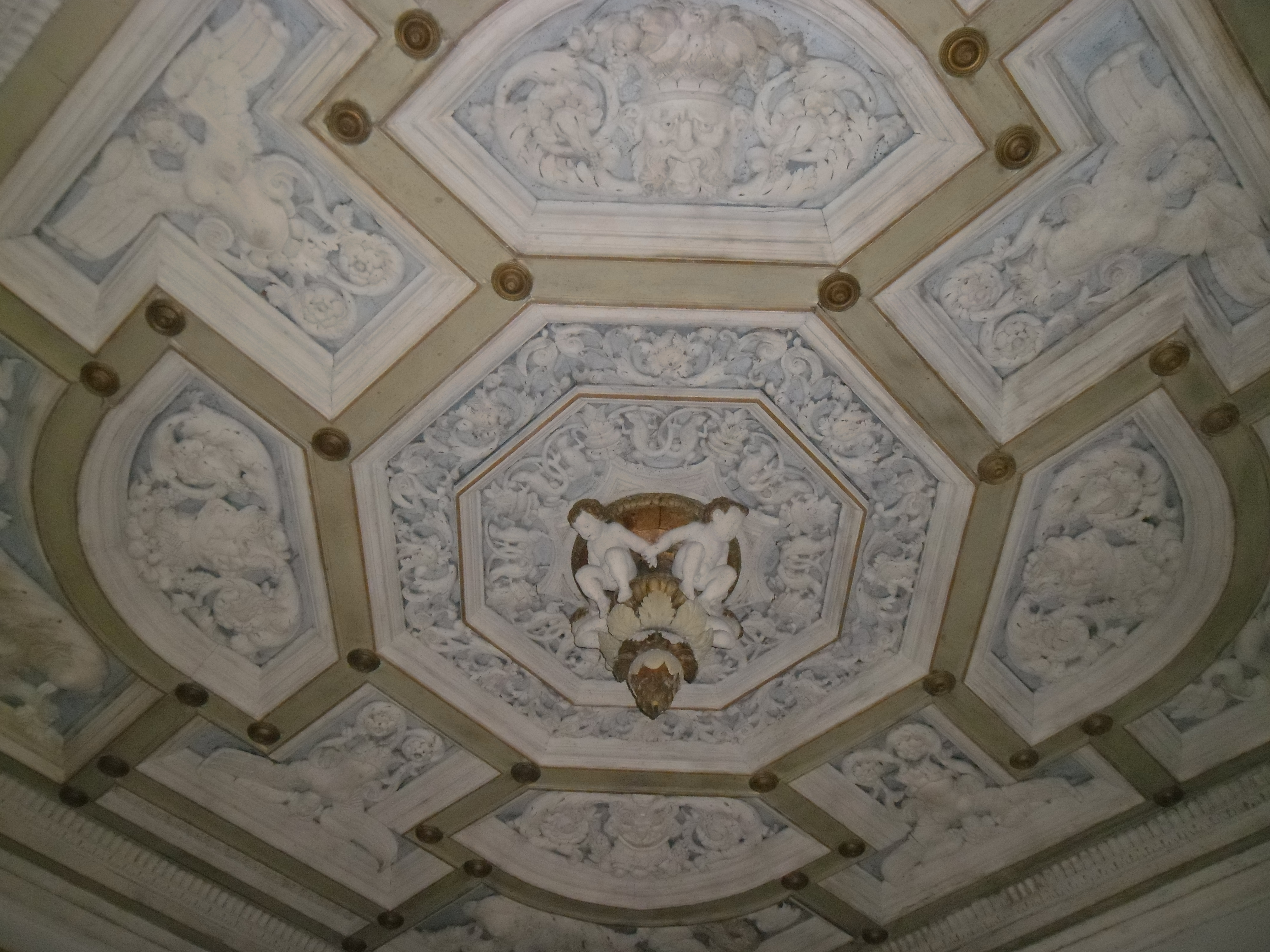
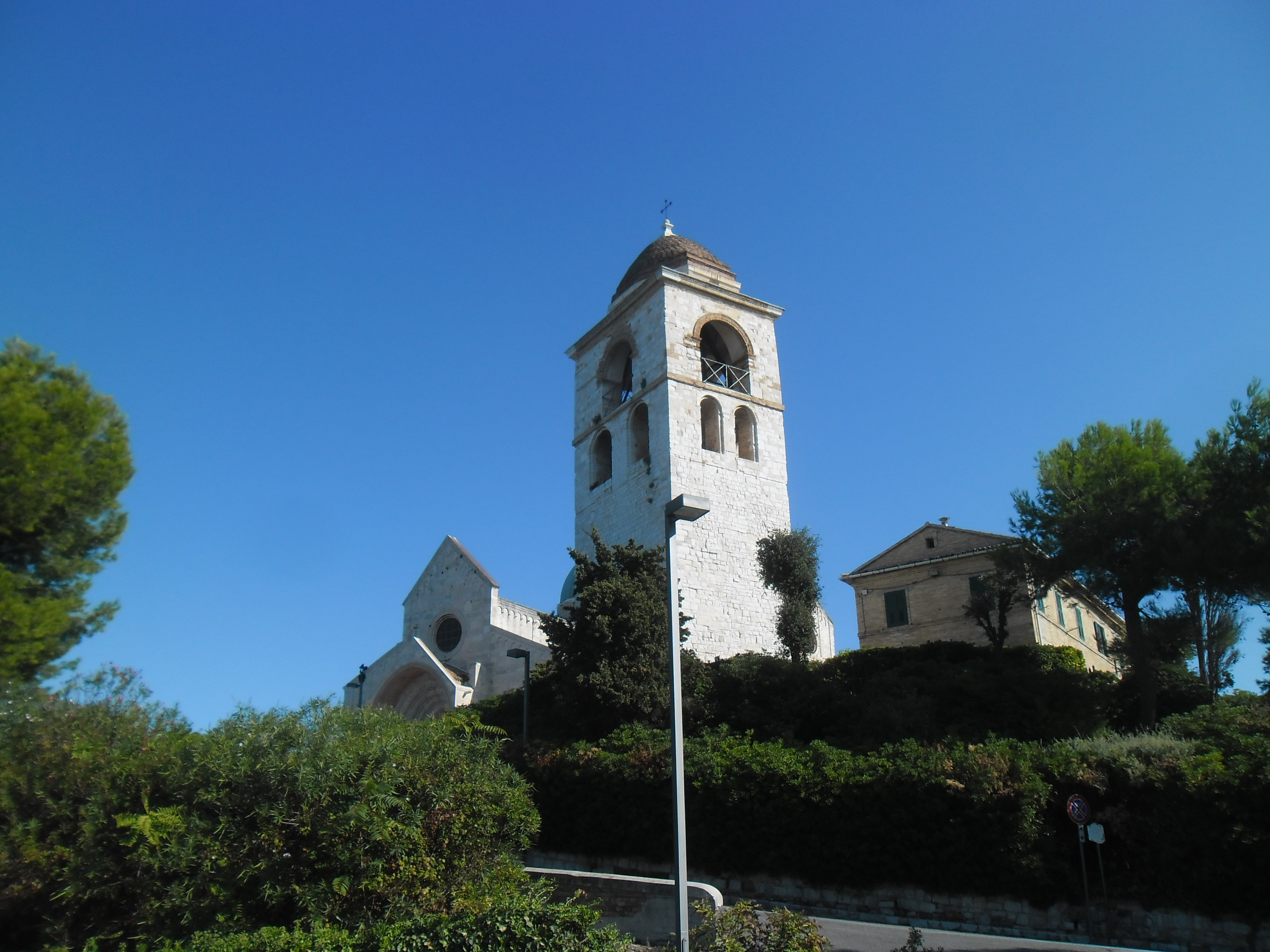
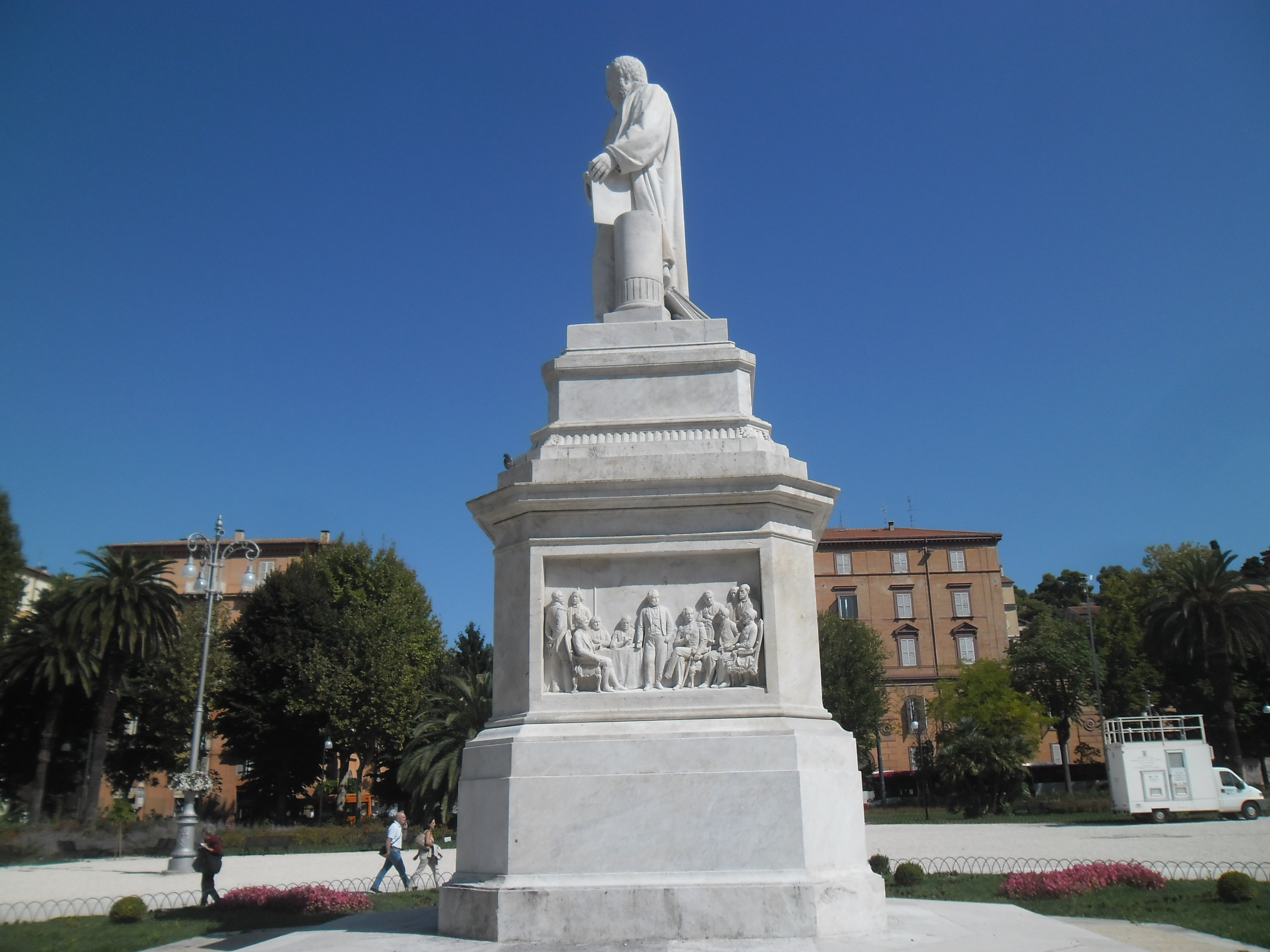
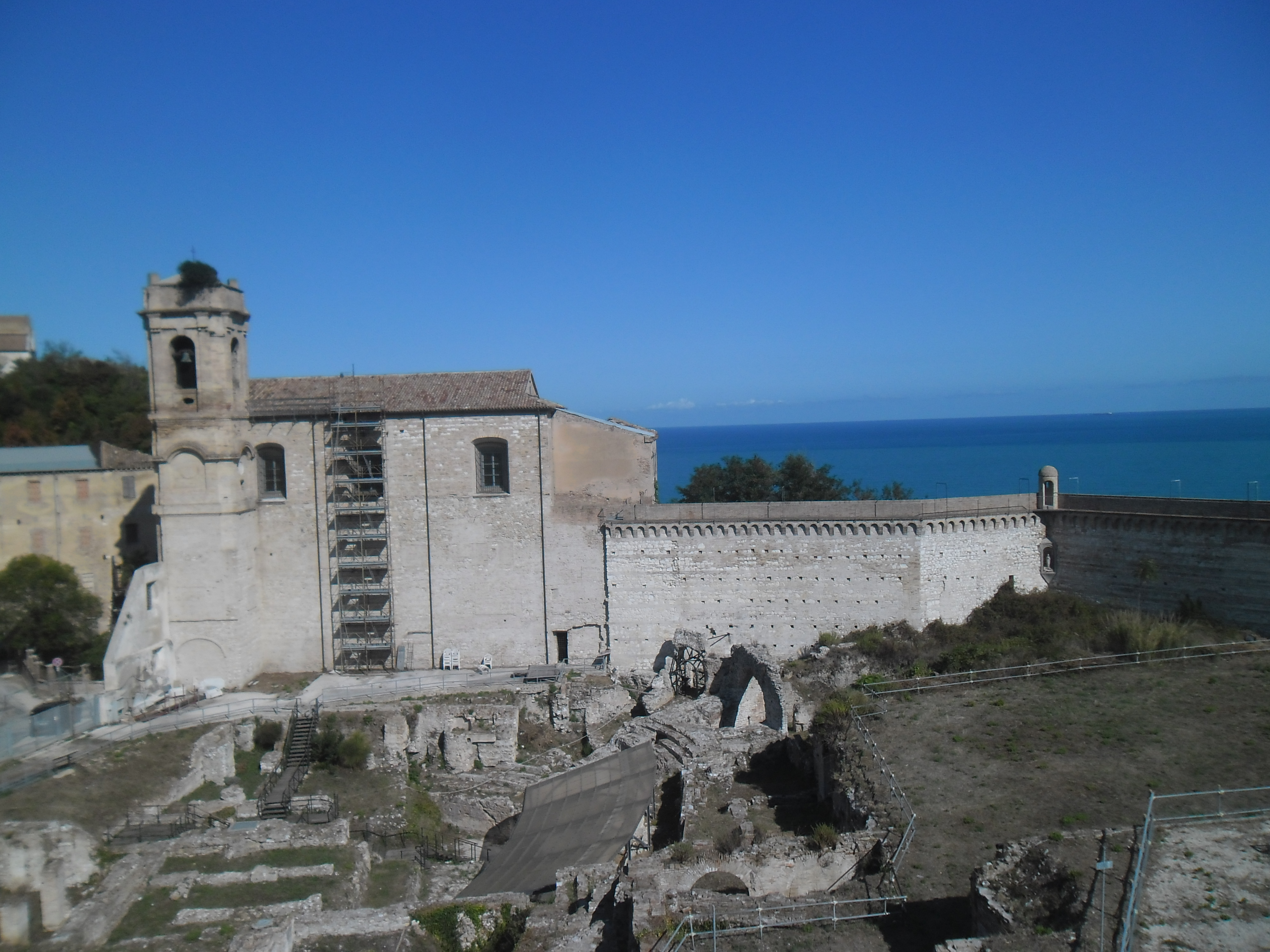
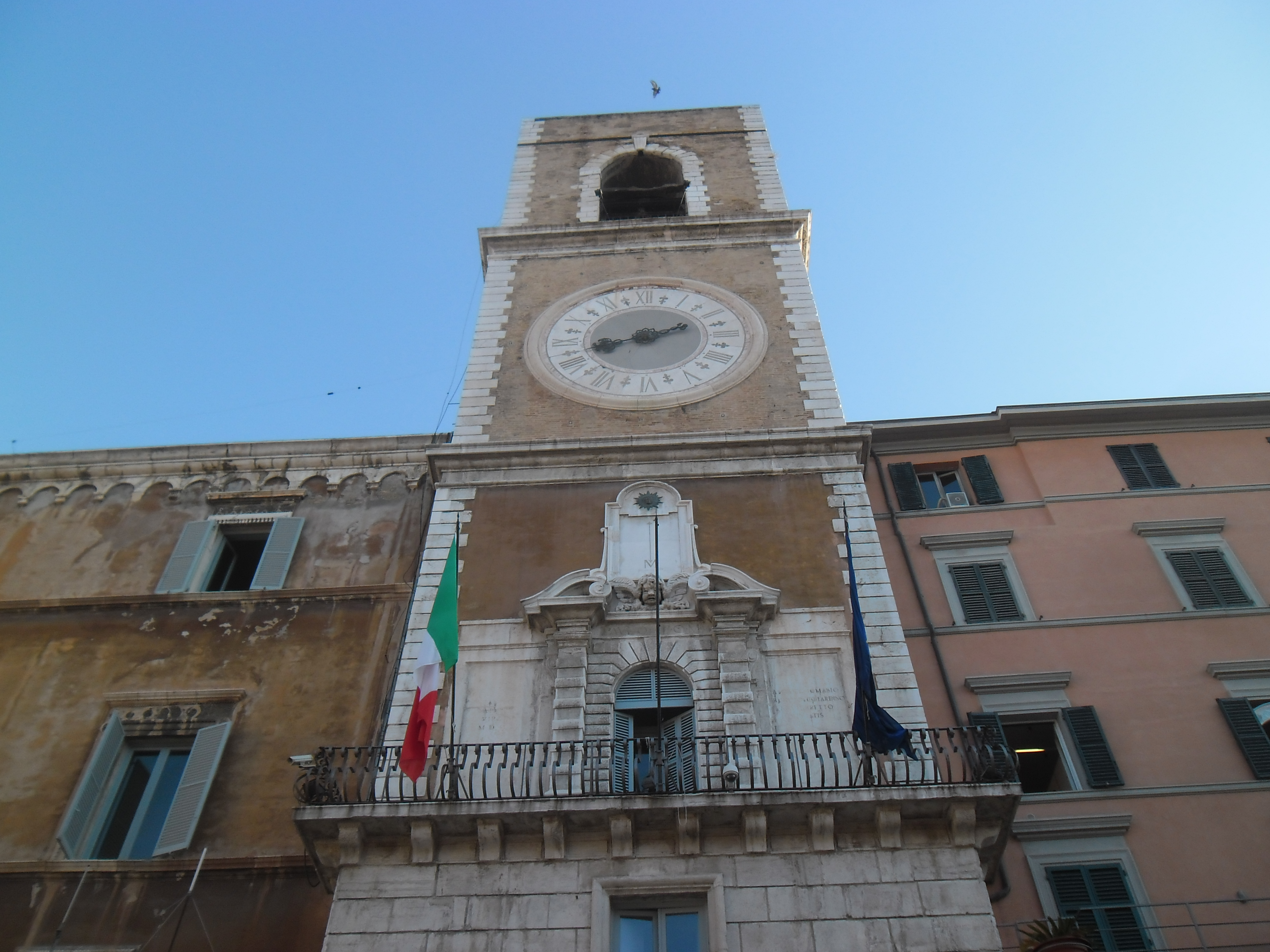
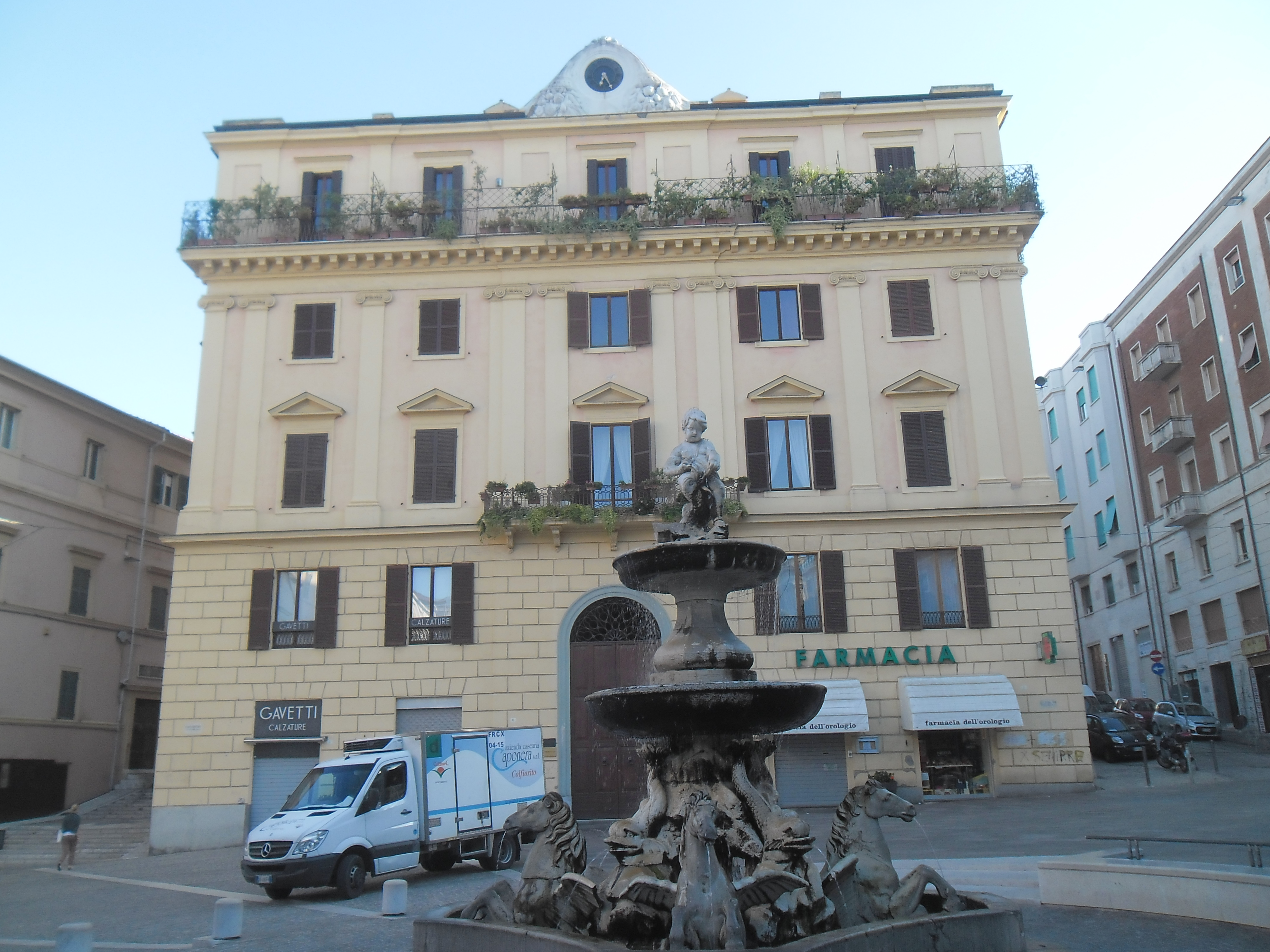
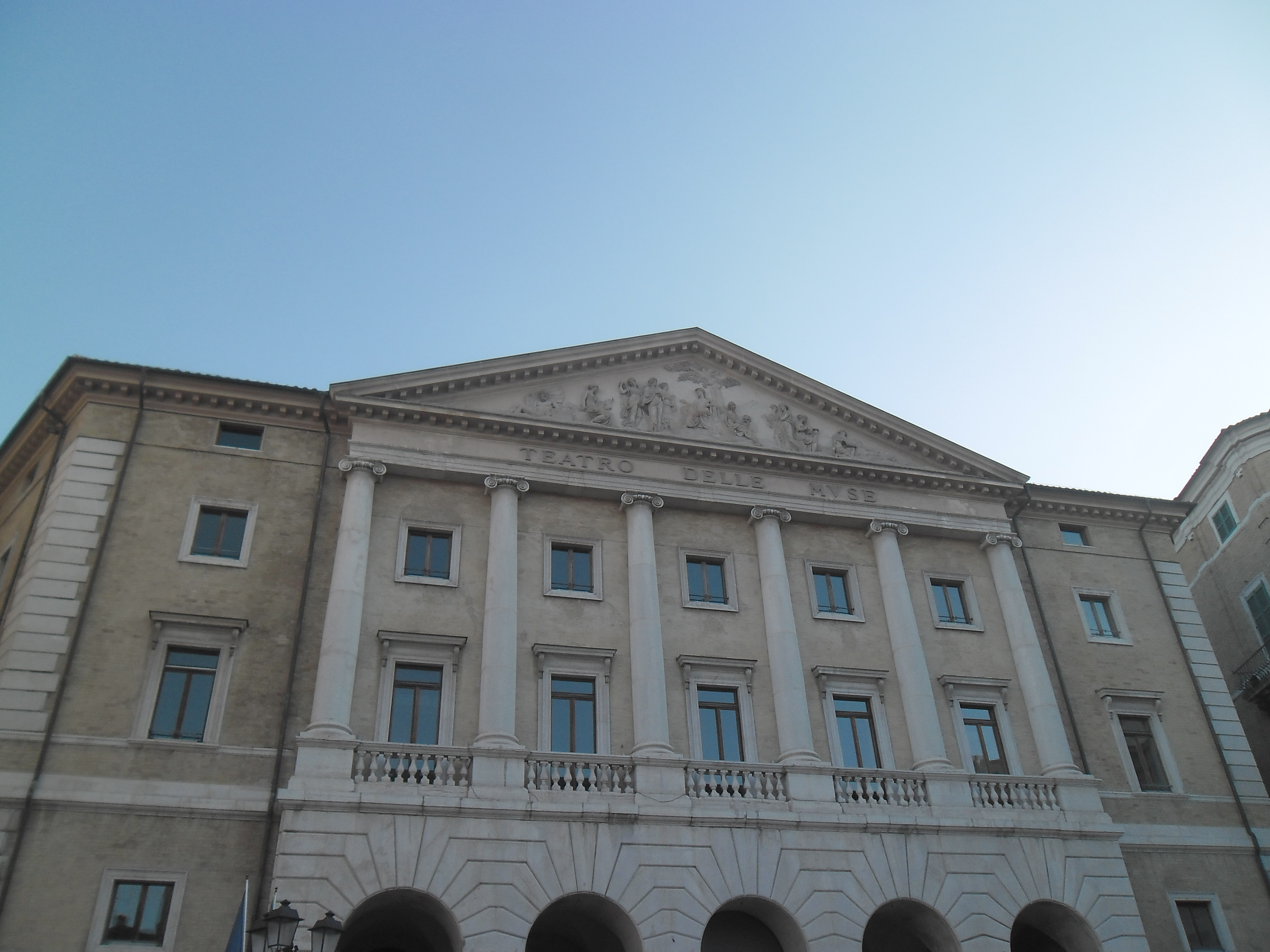
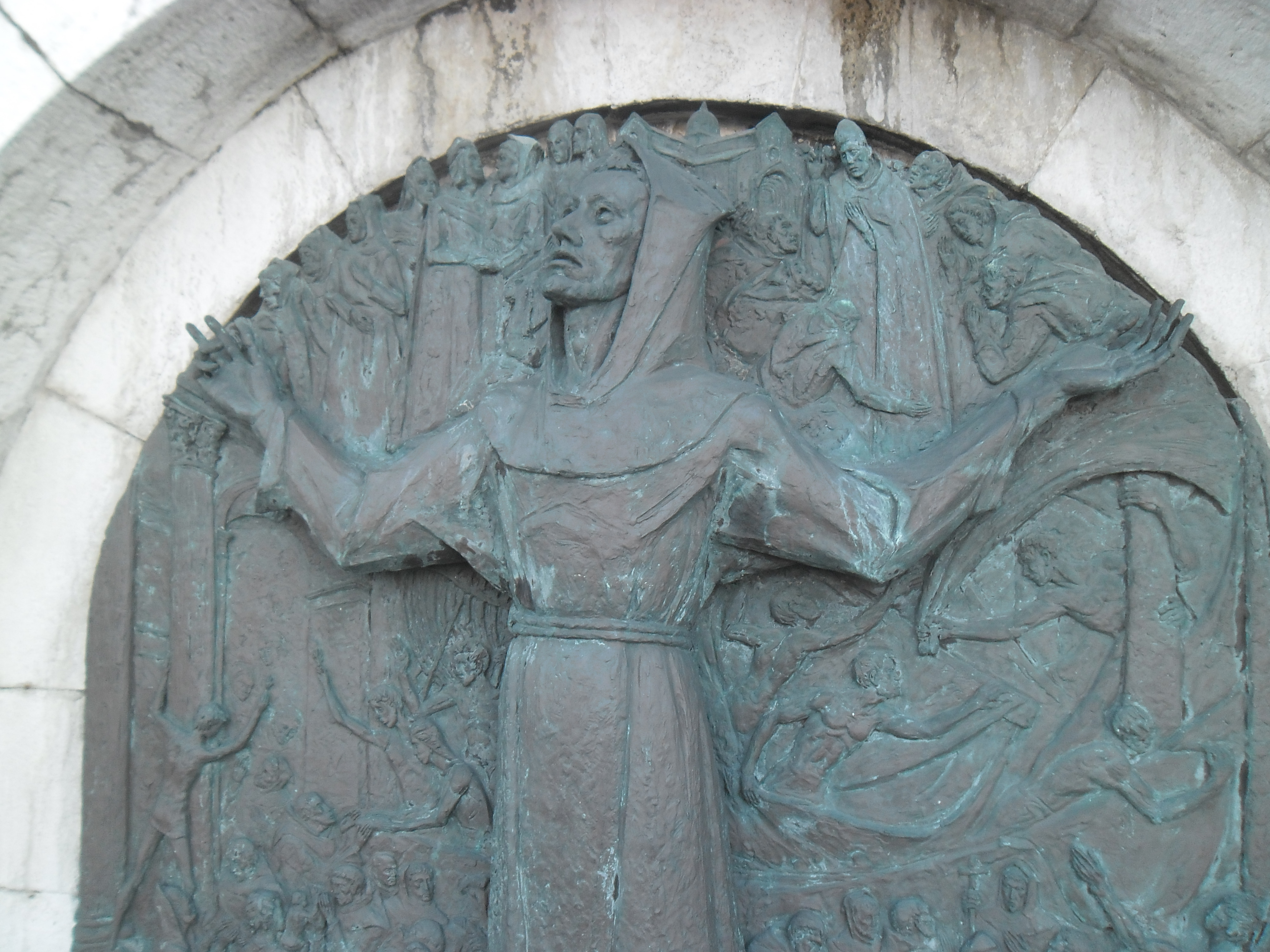
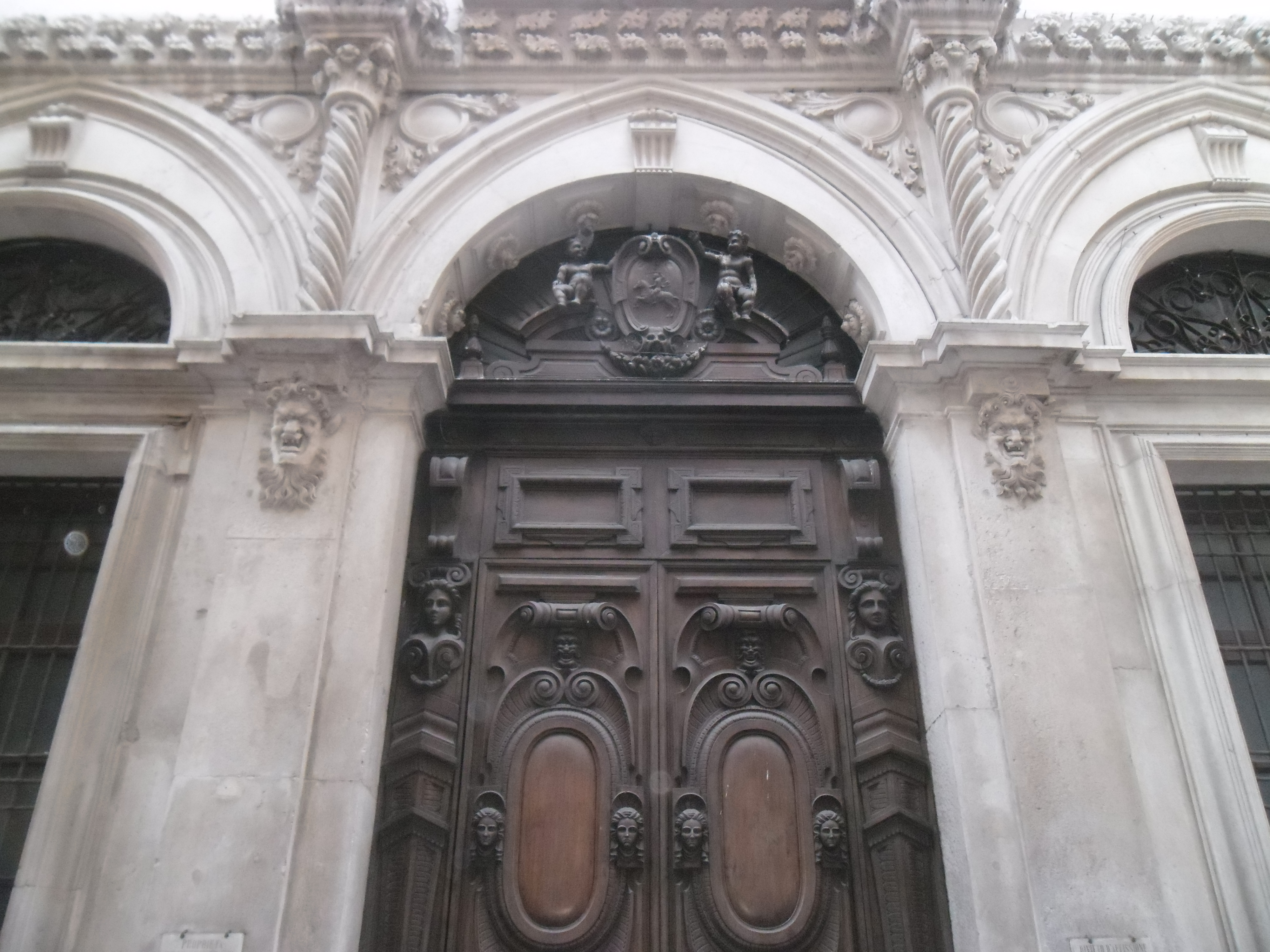
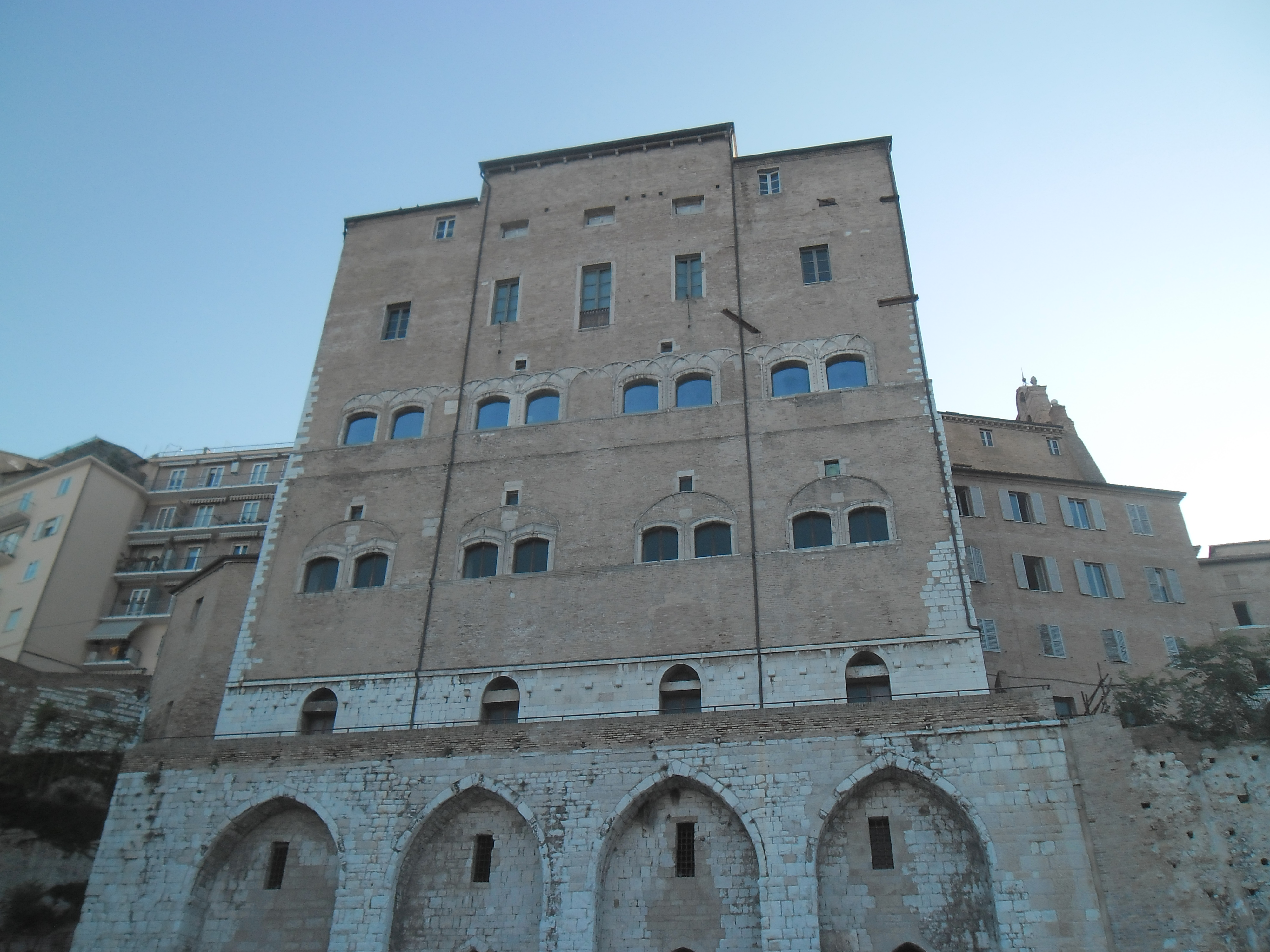